# José de Moret
José de Moret Mendi (Pamplona, 5 de julio de 1615 - 12 de noviembre de 1687), más conocido como Padre Moret, fue un sacerdote jesuita e historiador español. Se le considera como el primer cronista oficial de Navarra.

## Biografía
Hijo del licenciado Gonzalo  de Moret, abogado de la Real Audiencia de Navarra, y de Agustina de Mendi, fue bautizado en la parroquia de San Saturnino de la capital navarra el 10 de julio de 1615, cinco días después de nacer.
En 1629, con 14 años, ingresó en la Compañía de Jesús, donde se formó en Gramática, Humanidades, Filosofía y Teología, para finalmente ser ordenado sacerdote.
En 1641 sirvió como capellán castrense en los ejércitos españoles en la campaña contra la sublevación de Portugal. Explicó Filosofía en el colegio de la Compañía de Jesús de Pamplona, Filosofía y Teología en el de Oviedo y Teología en el de Segovia. A partir de 1664 desempeñó el cargo de rector en Palencia, puesto que también ocupó en Pamplona en 1671.
El 29 de mayo de 1654 las Cortes de Navarra le nombraron cronista del Reino de Navarra. Tomó posesión un año más tarde, cuando le llegó licencia del General de la Compañía de Jesús.  
En 1680 el Regimiento (Ayuntamiento) de Pamplona le encargó la redacción de un nuevo oficio de horas para la festividad de San Fermín en el que hizo gala como poeta latino. Sin embargo, no fue aprobado por la Sagrada Congregación de Ritos de la Santa Sede, al parecer porque había empleado  un tono excesivamente retórico y dado crédito a episodios inverosímiles de la biografía del santo.
La pureza y corrección de su prosa le hicieron merecedor de ser incluido en el Diccionario de Autoridades de la Real Academia Española.

## Obras

### De obsidione Fontirabiae(El asedio de Fuenterrabía) (1655)

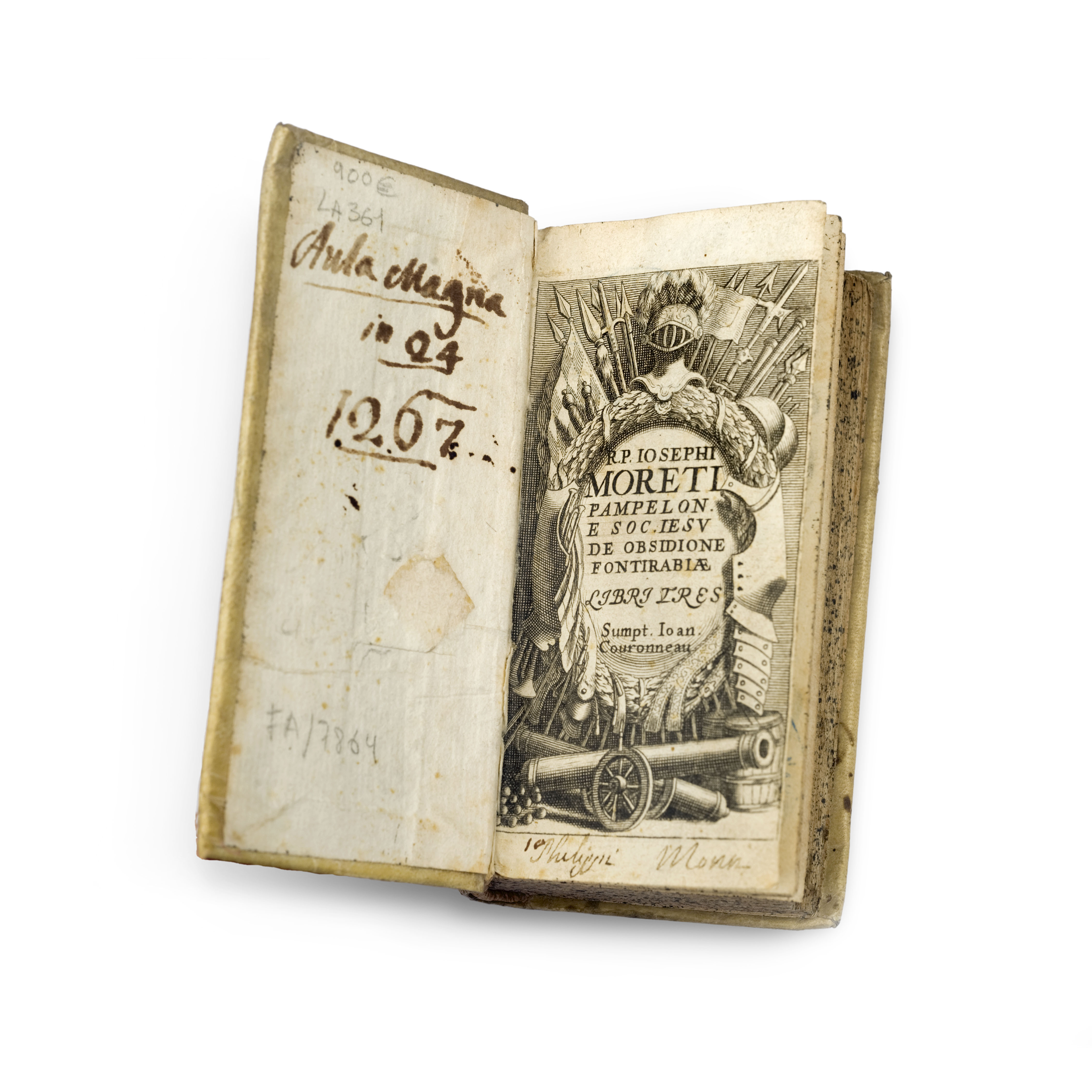
De obsidione Fontirabiae. Lyon, 1655.

El autor pone énfasis en la contribución del reino de Navarra, con 5.000 soldados, para levantar el sitio de Fuenterrabía impuesto por las tropas francesas en 1638, dentro de la guerra de los Treinta Años. Esta obra fue promovida por Martín Redín y Cruzat, gran prior de la Orden de San Juan de Malta y miembro del brazo eclesiástico de las Cortes de Navarra; por este motivo su escudo aparece en los preliminares del libro. Con esta publicación se pretendía proclamar el apoyo del reino de Navarra a la Corona española y, de manera particular, al Conde-Duque de Olivares, cuya autoridad había quedado en entredicho tras las crisis de desintegración política que estalló en 1640. 
Moret escribió esta obra en latín, en el año 1654, poco antes de ser nombrado cronista del reino de Navarra, y con ella demostraría su capacidad para ejercer este cargo, en virtud de su capacidad de recabar e interpretar la documentación histórica y de la calidad de su latín. Se imprimió al año siguiente, en Lyon, merced a las gestiones de Juan Coronneau, comerciante francés afincado en Pamplona. Se trata de una impresión cuidada, en formato pequeño (dozavo), de 497 páginas, con grabados calcográficos, como el del el  frontispicio, que está adornado con motivos bélicos, y el de la hoja plegable que detalla las posiciones de los dos bandos ante las murallas de Fuenterrabía.
En 1763 Manuel Silvestre de Arlegui, a la sazón "maestro de Gramática" en Sangüesa, publicó la traducción al castellano, que completó con adiciones, notas y un epílogo, con el título Empeños del valor y bizarros desempeños o Sitio de Fuente-Rabia. Su impresión corrió a cargo de José Miguel de Ezquerro.

### Investigaciones históricas(1665)

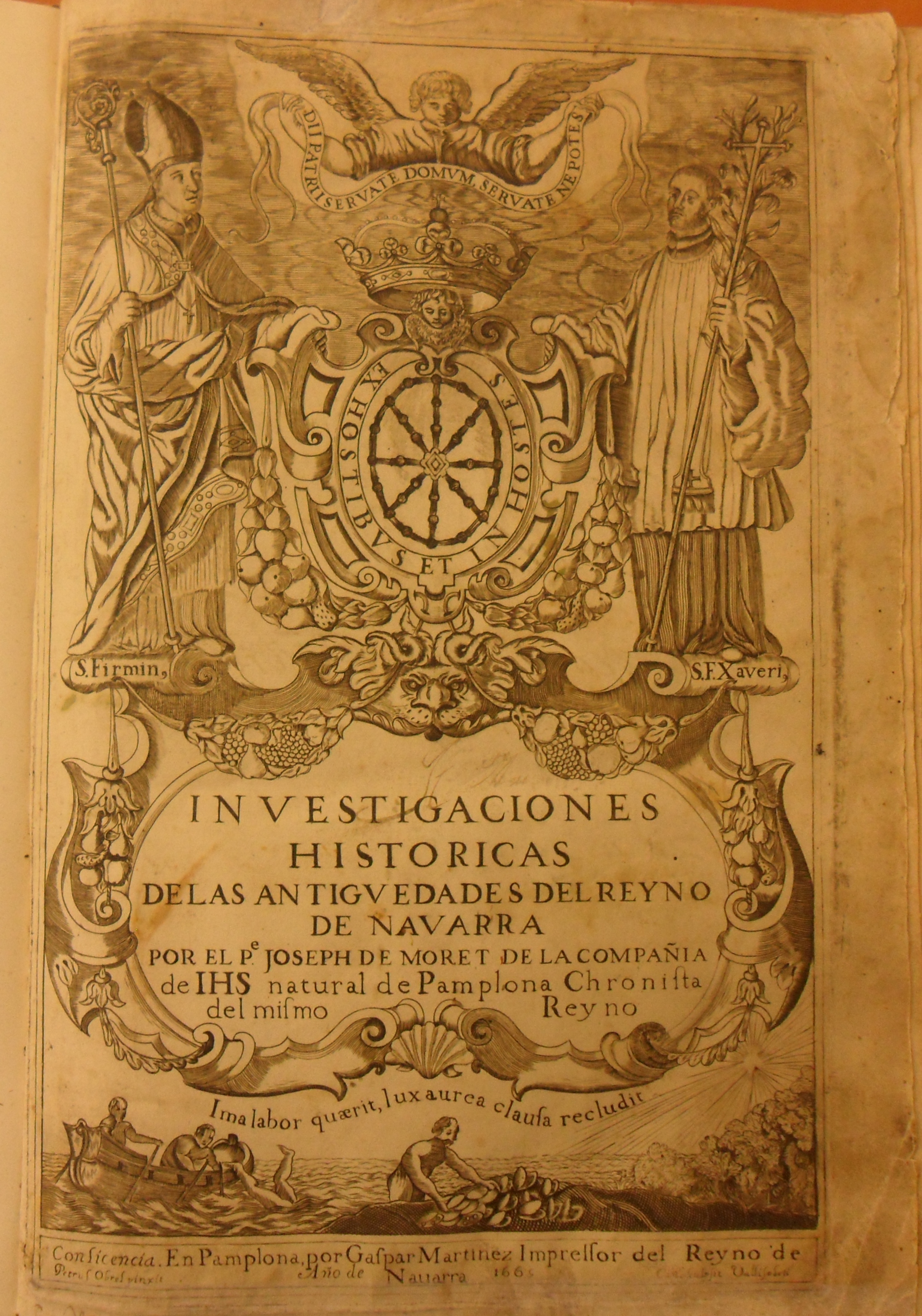
Frontispicio de las Investigaciones históricas. El escudo del reino de Navarra está flanqueado por sus patrones, san Fermín y san Francisco Javier

Habían transcurrido siete años desde el nombramiento de cronista oficial del reino de Navarra, cuando en 1661 José de Moret entregó un original que tituló Investigaciones históricas de las Antigüedades del Reino de Navarra. Aquí recogía las fuentes históricas que había recopilado, con esfuerzo y rigor, para la redacción de la historia, tras una minuciosa búsqueda en los archivos de Navarra. El volumen concluía con el reinado de Sancho VII el Fuerte. Se trataba de una primera aproximación a su objetivo, aunque no cumplía el encargo recibido de escribir la historia del reino. Era, según sus propias palabras, una "preparación para mayor historia".
Según lo estipulado en el nombramiento de cronista, la edición sería a cargo de José de Moret y, para ello, debería recurrir al salario anual de 150 ducados que venía cobrando desde su nombramiento en 1654. La impresión la encargó al tipógrafo de Pamplona Gaspar Martínez y con este fin le entregó un juego de letras nuevas. Pero Martínez, un individuo problemático, lo vendió antes de comenzar el trabajo. Moret le denunció y, a consecuencia de ello, el impresor pasó once meses en la cárcel y, por este incidente, ajeno al editor, la impresión se retrasó tres años hasta que finalmente en 1665 vio la luz en Pamplona, en el taller de Gaspar Martínez, un volumen de tamaño folio, el acostumbrado en las ediciones oficiales, de 740 páginas.

### El BodoquecontraEl Propugnáculo(1667)
Moret en sus Investigaciones históricas (1665), con fundamento en la documentación histórica que ha recopilado, rebate opiniones carentes de fundamento. Por este motivo, niega que Túbal, el mítico nieto de Noé, fuera el fundador de Tudela tal y como se venía afirmando en las crónicas locales. Cabe recordar que en esta época las ciudades se esforzaban por mostrar un origen tan noble como remoto, a poder ser relacionado con personajes de la Biblia.
Ante este aserto, el canónigo de Tudela José Conchillos, al año de la aparición de las Investigaciones Históricas, en 1666 responde con la publicación de Desagravios del Propugnáculo histórico jurídico, muro literario y tutelar, Tudela ilustrada y defendida por José Conchillos. Se trata de un volumen de 184 páginas, en formato cuarto, que ha mandado imprimir en Zaragoza, en el taller de Juan de Ybar. Desde las páginas de su Propugnáculo (fortaleza) el clérigo tudelano sostiene la tesis tradicional y mítica sobre el origen de su ciudad y, al mismo tiempo, lanza un ataque furibundo contra Moret, del que pone en duda la limpieza de su sangre, lo que representaba un agravio intolerable en aquella época porque suponía la exclusión social del acusado. 

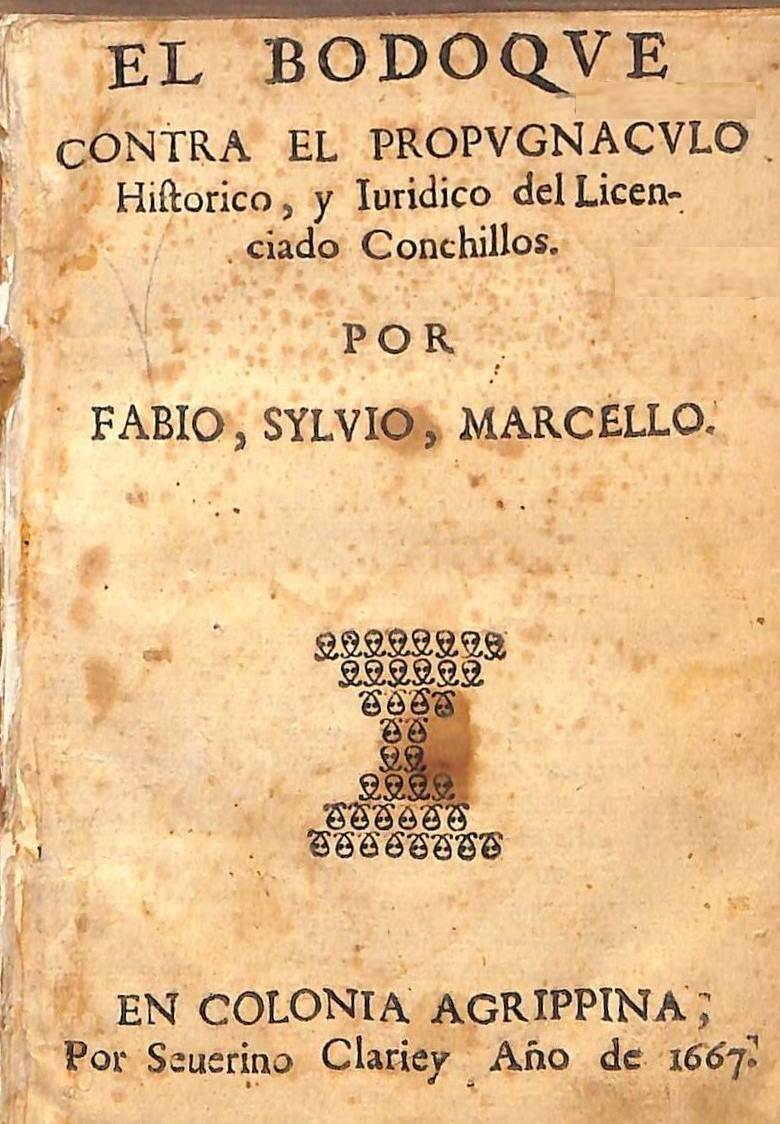
El bodoque de Moret (1667) contra El Propugnáculo del licenciado Conchillos

José de Moret le responde al año siguiente, en 1667, con el El bodoque contra el Propugnáculo histórico y jurídico del licenciado Conchillos. Atribuye su autoría a Fabio, Silvio y Marcelo; el primero es el juez que ha de juzgar el libro de Conchillos y los dos restantes son sus discípulos con los que delibera para adoptar esta sentencia:

Le condenamos a que para fiesta y regocijo del pueblo [Conchillos] componga cada año algún libro semejante [a Desagravios del Propugnáculo]. Y porque, habiéndose tardado este muchos años madurando y cociendo, los puntos han salido de peor sazón, mandamos que la publicación haya de ser de cada año. Y declaramos que los discursos del licenciado Conchillos ni son carne ni pescado, sino de casta de huevos, que cuanto más se cuecen salen más duros.

De esta manera Moret se defiende con un "bodoque" (un proyectil de ballesta) que dispara contra el "propugnáculo" de Conchillos. En su impreso, un volumen de 224 páginas en octavo, además de ocultar su nombre, da un pie de imprenta falso ya que señala la ciudad alemana de "Colonia Agripina" y lo atribuye a Severino Clariey, un impresor inexistente. 
Conchillos no cede y en el mismo año (1667) responde a Moret con Desagravios del Propugnáculo de Tudela contra el triface Cervero. Ahora, al igual que su contrincante, se oculta tras un seudónimo,  el de Jorge Alceo de Torres, "hijo de la misma ciudad de Tudela", y también recurre a un pie de imprenta falso: "En Amberes, por Sebastián Sterling". En su segunda publicación el canónigo tudelano se reafirma en sus convicciones y vuelve a arremeter contra José de Moret, al que trata de Cerbero, el guardián de tres cabezas (triface) del Infierno.
La situación se había vuelto inaceptable y en 1669, tres años más tarde de la aparición del primer escrito de Conchillos, la Diputación del reino de Navarra se dirige al Virrey para que, en calidad de presidente del Consejo Real, ordene la retirada de los impresos del canónigo de Tudela y los mande quemar en la plaza del Mercado de la capital navarra. Al mismo tiempo pide que se castigue al autor de las injurias a José de Moret, ya que incluso se ha atrevido a "poner en nota la calidad de su sangre". Las autoridades políticas no debían permitir que se denigrara públicamente y de manera reiterada a un cargo tan relevante como el de cronista del reino, cuyo nombramiento estaba avalado por las Cortes del reino. Finalmente el Consejo Real decretó la retirada del libro y su destrucción.

### Congresiones apologéticas(1678)

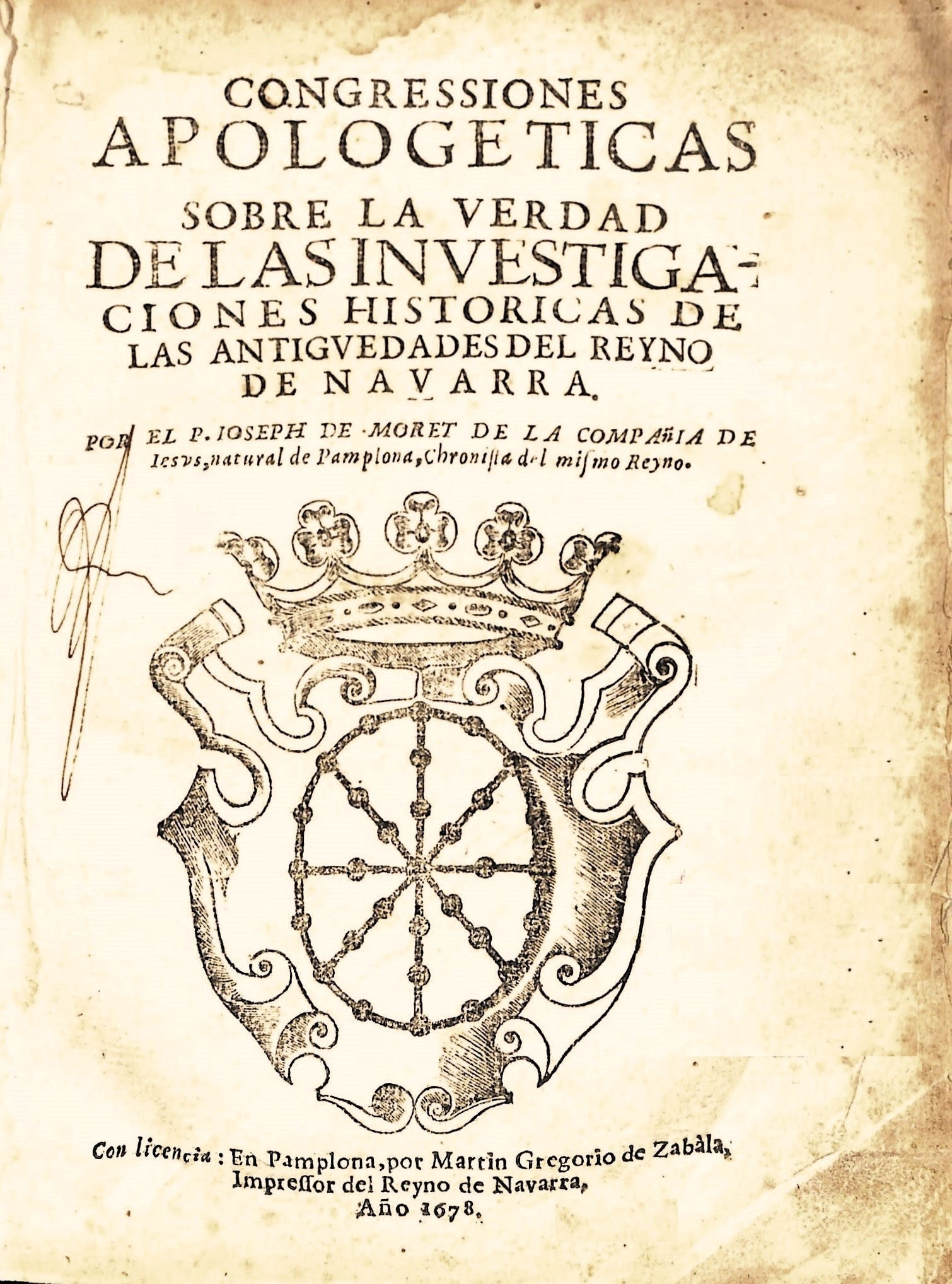
Congresiones apologéticas. Pamplona, 1678

Cuando han pasado trece años desde la publicación de las "Investigaciones históricas", José de Moret saca a la luz las Congresiones apologéticas sobre la verdad de las Investigaciones Históricas. El objetivo primordial  era rebatir la tesis de Domingo La Ripa, benedictino del monasterio de San Juan de la Peña, quien, en el libro que había publicado hacía tres años, sostenía que el reino de Sobrarbe era más antiguo que el de Pamplona.
El segundo trabajo histórico de Moret se imprimió en el taller del impresor oficial del Reino, Martín Gregorio de Zabala. Se trataba de una obra solemne, por su formato, el folio, y su volumen, pues contaba con 569 páginas, en las que, a lo largo de 15 "congresiones" (capítulos), contestaba a las críticas que había recibido por parte de  cronistas aragoneses como Juan Briz Martínez, Luis de Egea y Talayero, Sancho de Abarca de Herrera y el citado Domingo La Ripa.
Las Investigaciones históricas y las Congresiones apologéticas fueron trabajos preliminares de José de Moret, que le ocuparon 24 años, antes de emprender la redacción del primer tomo de los Anales del Reino de Navarra a la que dedicó seis años.

### Anales del Reino de Navarra(1684-1715)
Cuando habían transcurrido treinta años desde el nombramiento de Moret como cronista del reino, con el encargo de escribir la historia de Navarra desde sus orígenes, vio la luz en 1684 el tomo primero de los Anales de Navarra, que se materializó en un volumen en folio de novecientas páginas impreso por Martín Gregorio de Zabala.

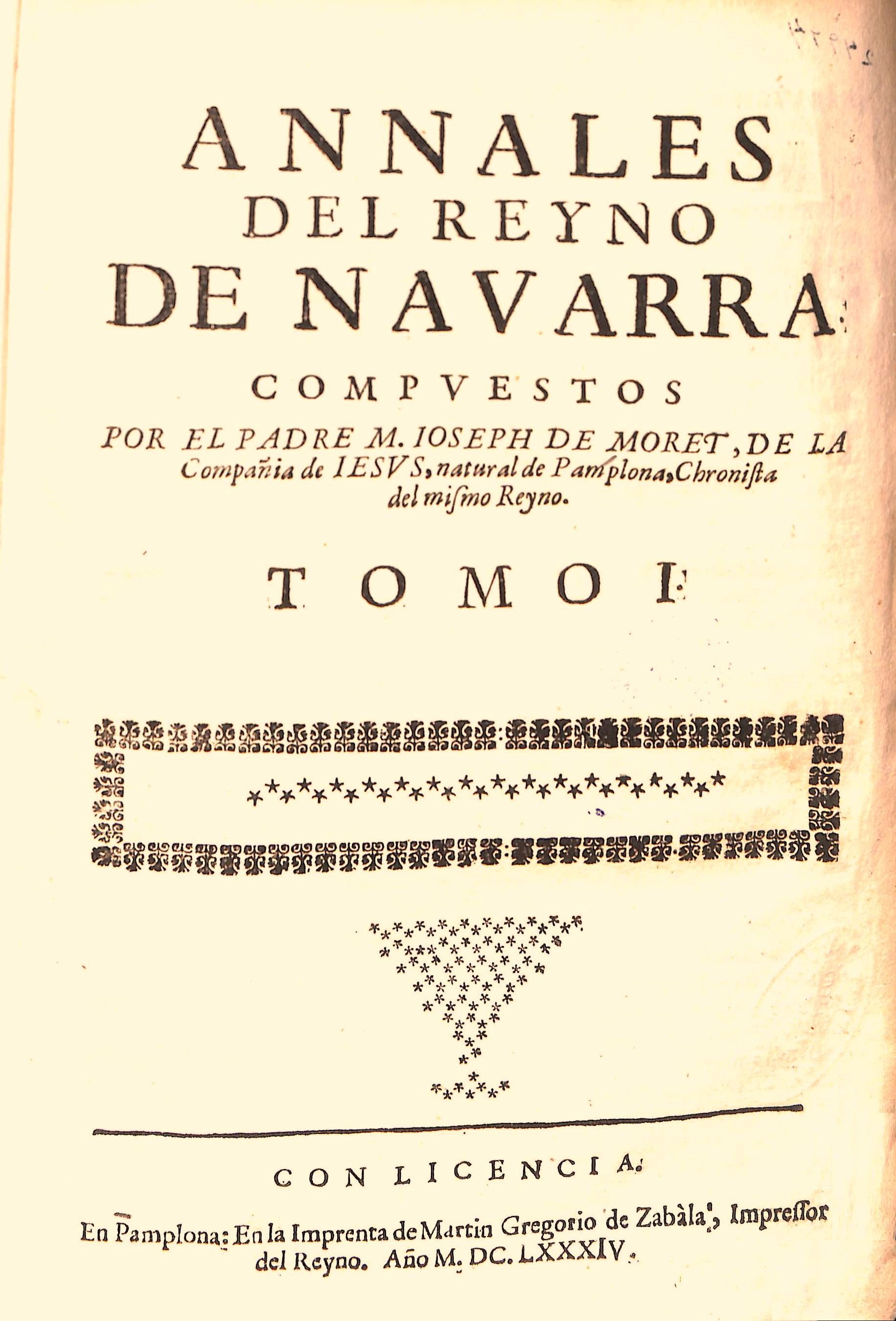
Tomo primero de los Annales del Reyno de Navarra. Pamplona, 1684

Tres años más tarde, a los 72 años, murió Moret, que había dejado avanzados los originales de los dos tomos siguientes. Le sustituyó como cronista Francisco de Alesón, también jesuita, que acabó la redacción. El tomo segundo de los Anales se publicó en 1695 y lo imprimió en Pamplona Bernardo Huarte; el tercero apareció nueve años más tarde, en 1704, y fue impreso en Pamplona por el tipógrafo de Valladolid Fernando de Cepeda en colaboración con los impresores oficiales del reino Juan José Ezquerro y Francisco Picart. Los tomos cuarto y quinto, escritos íntegramente por Alesón, aparecieron en 1709 y 1715. En los dos casos su impresor fue Francisco Picart. La historia concluía con la conquista de Navarra en 1512 y el saqueo de la Roma papal por las tropas de Carlos V en 1527. 
La edición de los cinco tomos de los Anales del Reino de Navarra se prolongó durante 31 años, desde 1684 hasta 1715. Con esta monumental obra las autoridades políticas pretendían afirmar la identidad histórica del reino de Navarra frente a las tendencias centralistas de la Corona.

### Manuscritos de José de Moret
La Biblioteca de Navarra custodia las siguientes obras manuscritas de José de Moret, disponibles en la Biblioteca Navarra Digital (BINADI)
- Varias memorias históricas, 100 hojas, 23 cm.[30]
- Varias notas y traslados de libros historiales, 104 h., 23 cm.[31] BINADI
- Relación sumaria de las cosas pertenecientes al Reino de Navarra, 16 h., 23 cm.[32]
- Castigaciones a la historia del Pe. Juan de Mariana en los puntos que pertenecen a Navarra, 164 h., 23 cm.[33]
- Origen  progresos de la contienda sobre los primeros reyes de Aragón y Navarra, llamados los de Sobrarbe. 54 h., 23 cm.[34]

Julio Altadill da noticia de un manuscrito de José de Moret, con unas 2.000 páginas, en el que abordaba asuntos históricos de diversa índole extraídos de la documentación que recopiló para la redacción de los Anales.

## Galería de imágenes

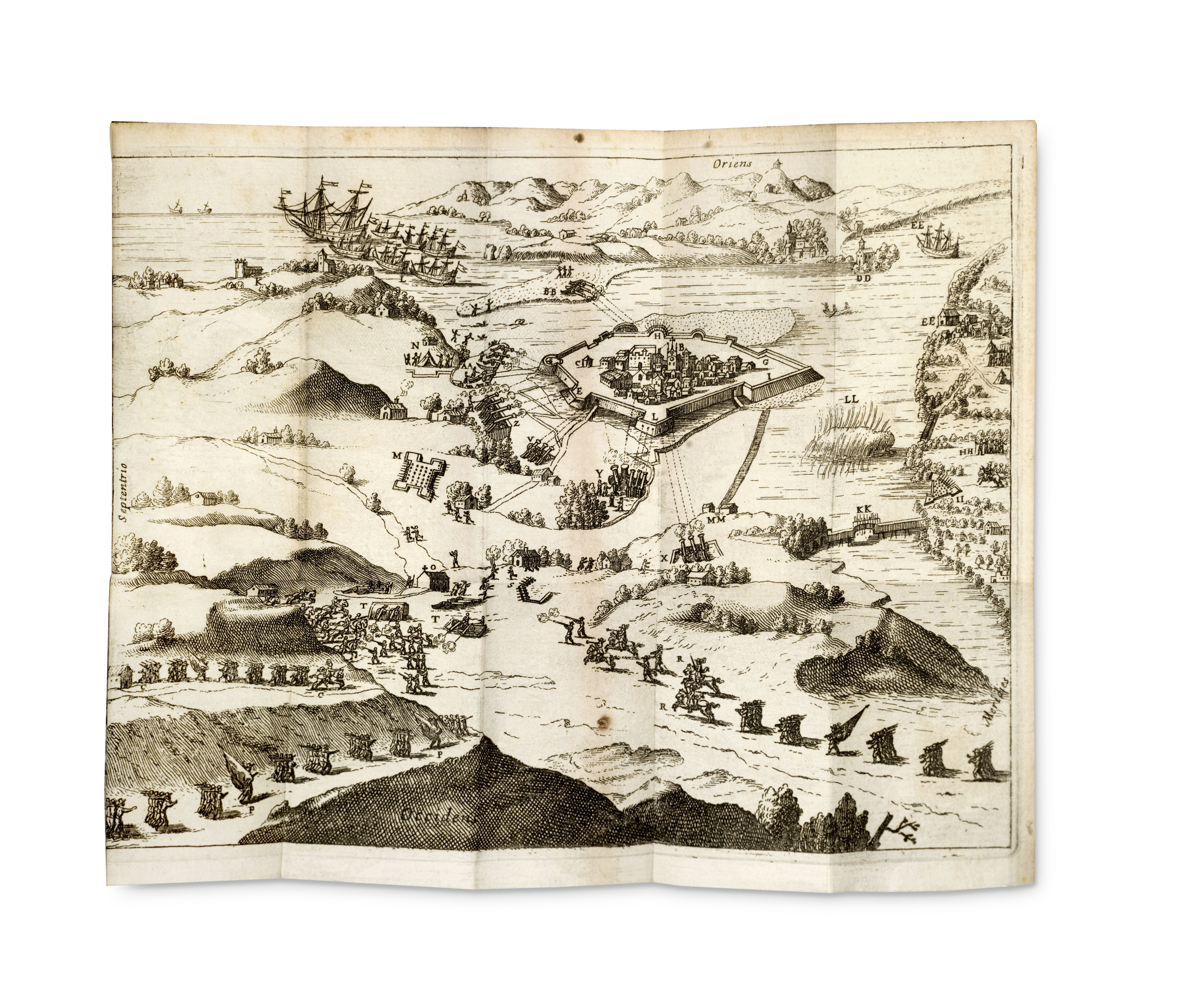
De obsidione Fontirabiae (1654), grabado calcográfico con las posiciones de los ejércitos español y francés
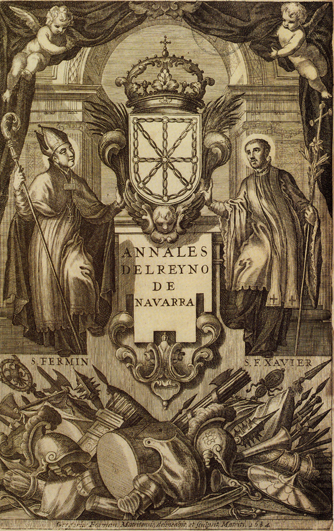
Frontispicio del tomo primero de los Annales de Navarra (1684), grabado de Gregorio Fosman y Medina
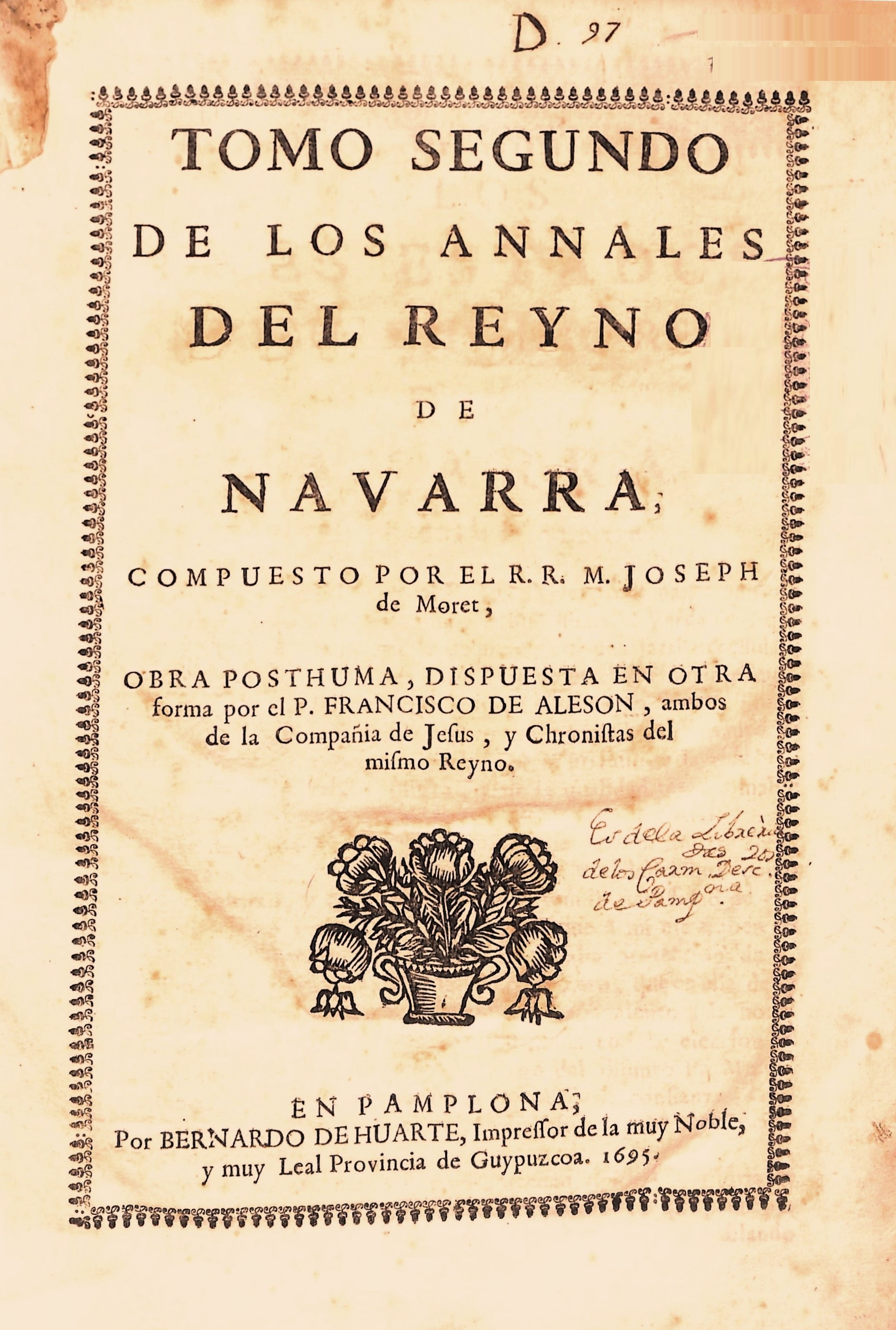
Tomo segundo de los Annales del Reyno de Navarra (1695)
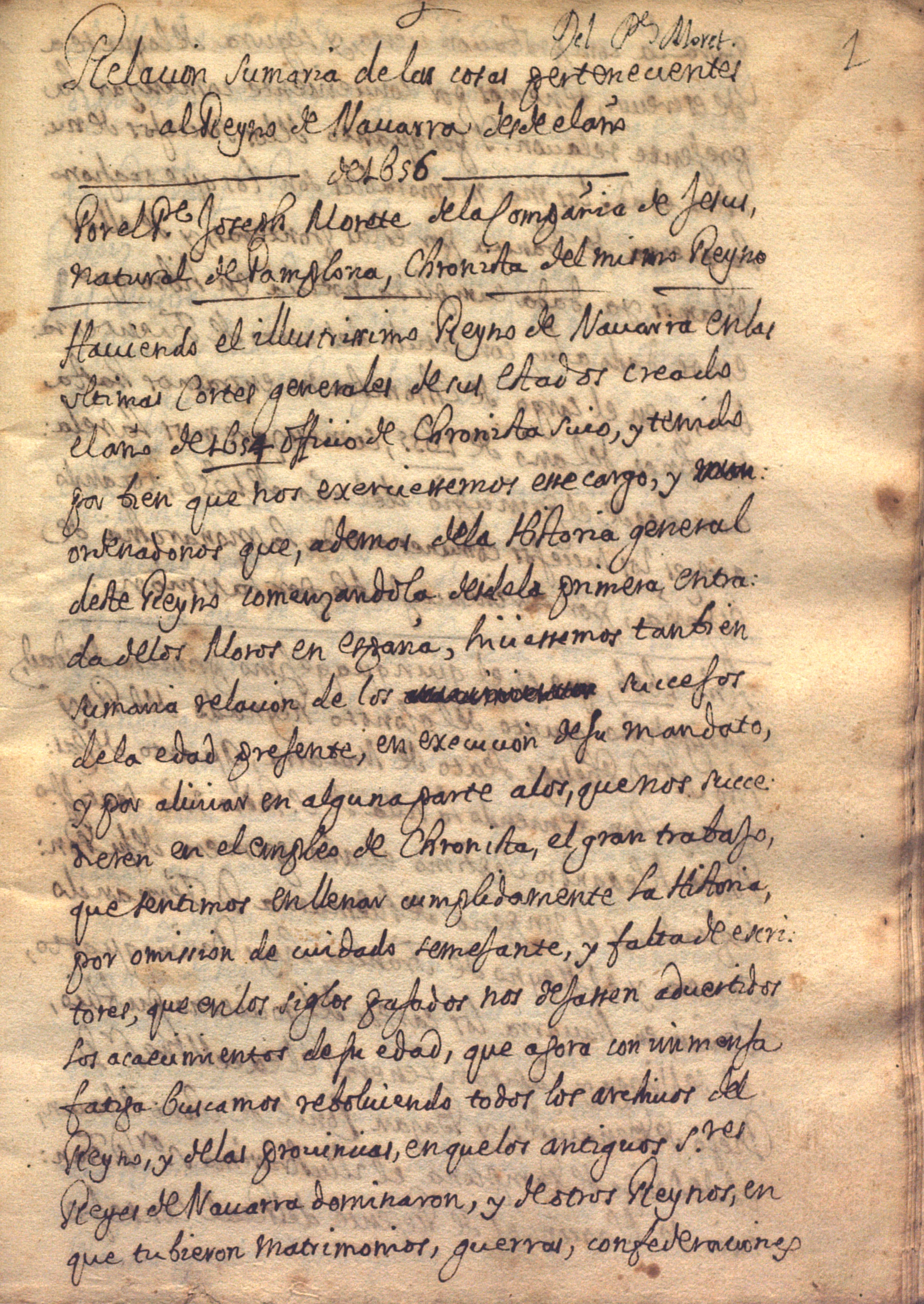
Relación sumaria de las cosas pertenecientes al Reino de Navarra, manuscrito inédito de Moret
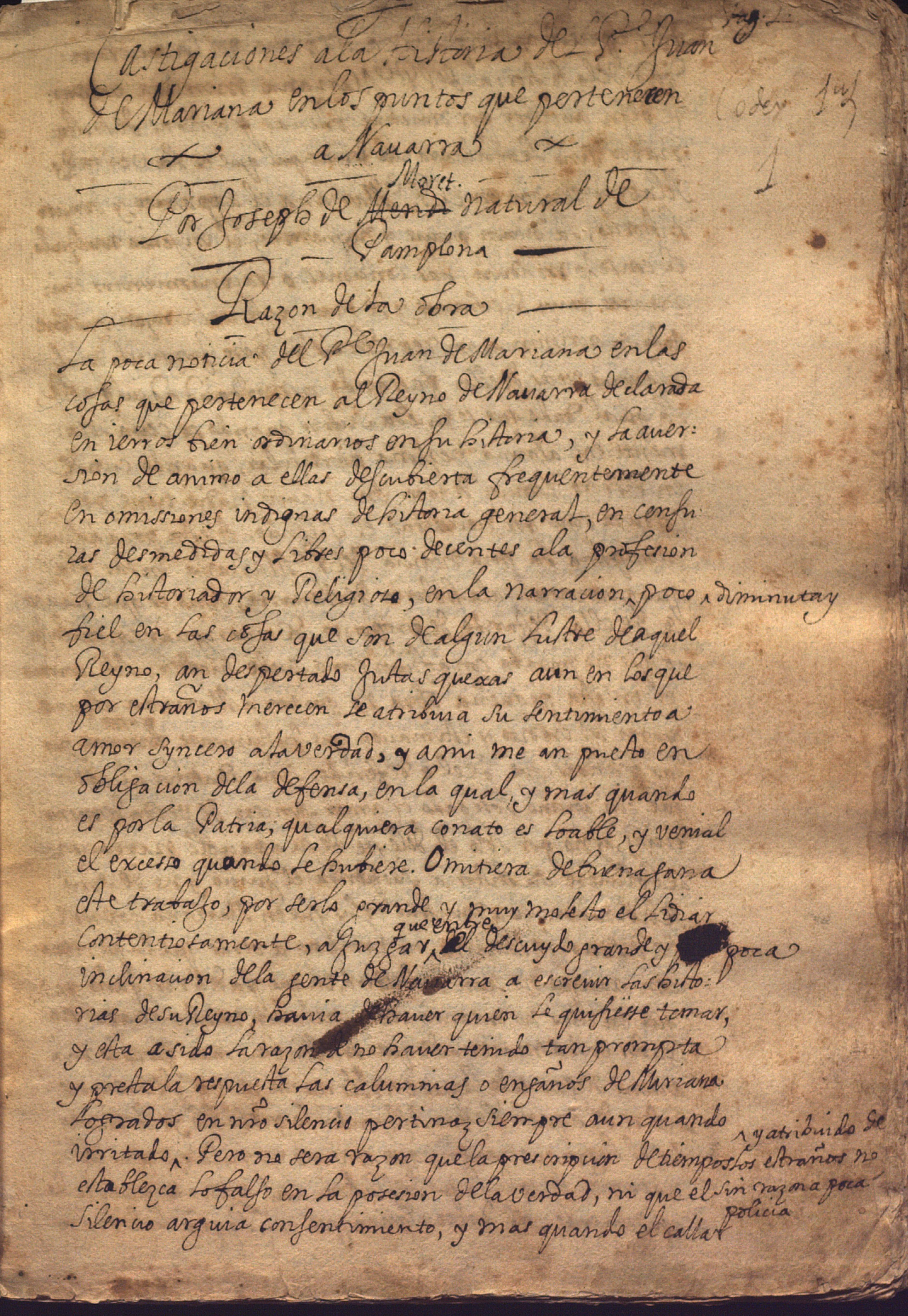
Castigaciones a la Historia del Pe. Juan de Mariana, manuscrito inédito de Moret
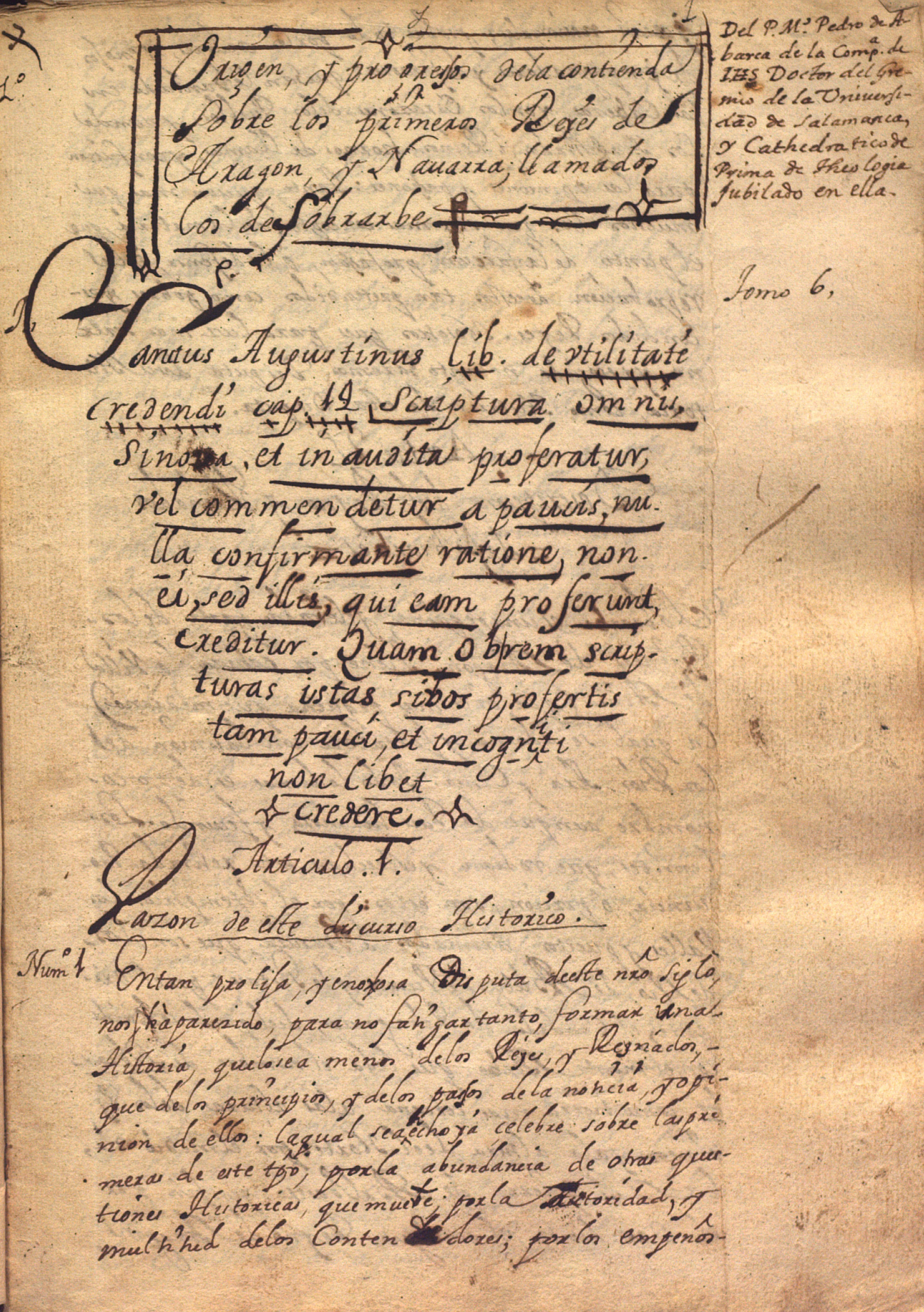
Origen y progresos de la contienda sobre los  primeros reyes de Aragón y Navarra, manuscrito inédito de Moret